# مانفريدونيا

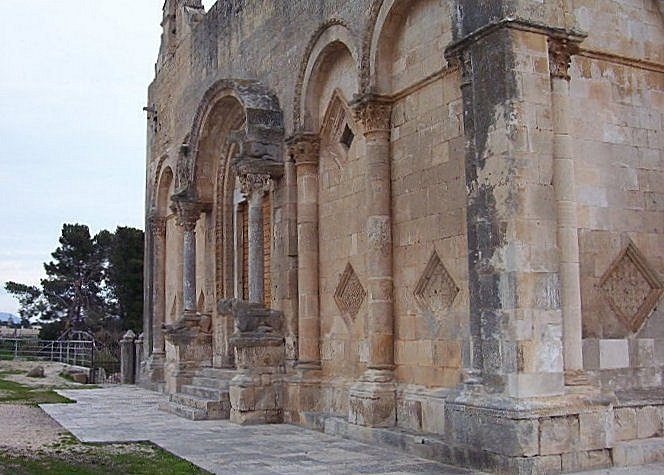
سانتا ماريا مادجوري دي سيبونتو

مانفريدونيا (بالإيطالية: Manfredonia)‏، مدينة جنوب إيطاليا في مقاطعة فودجا ضمن إقليم بوليا، جنوب جبل مونتي غارغانو وتشكل جزء من حديقة غارغانو الوطنية، مطلة على البحر الأدرياتي من جهة الشرق بخليج معروف باسمها، تقع شمال غرب باري وتبعد عنها 35 كيلومترا من السكك الحديدية، مساحتها 356,93 كيلومتر مربع، سكانها حوالي 57.243 نسمة.

## السكان
في سنة 1861 بلغ عدد السكان 7٬513 نسمة، وتطور العدد ليصل في سنة 2011 لـ 56٬257 نسمة.
يظهر هذا المخطط البياني تطور النمو السكاني لـ مانفريدونيا

## الأقتصاد
فضلا عن كون ميناء مانفريدونيا واحد من أنشط الموانئ الصيد على البحر الأدرياتيكي (في الواقع أن لمانفريدونيا محطة موصلات بين الساحل الغارغاني مع جزر تريميتي)، كما تنشط في المجال السياحي، وبالقرب من مانفريدونيا يوجد المصيف المرتاد سيبونتو.

## أهم المعالم
- قلعة تعود إلى العصور الوسطى، التي بدأها هوهنشتاوفن وأكملها أنجفين، واجزاء من جدران المدينة بحالة جيدة. بني للقلعة خط جديد لجدرانها في القرن الخامس عشر.
- كنيسة سان دومينيكو، ومصلى مادالينا يتضمن لوحات قديمة من القرن الرابع عشر.
- كاتدرائية سانتا ماريا مادجوري سيبونتو ثلاثة كيلومترات إلى الجنوب الغربي من كنيسة سان دومينيكو، التي بنيت في 1117 وفق الاسلوب رومانسي، مع قبة وقبو.
- سان ليوناردو، الأقرب لفودجا، تنتمون إلى النظام التيوتوني من التاريخ نفسه.
- مانفريدونيا أيضا مقرا لأسقفية مانفريدونيا - فييستي - سان جوفاني روتوندو.

1. ↑  "Superficie di Comuni Province e Regioni italiane al 9 ottobre 2011" (بالإيطالية). Istituto nazionale di statistica. Retrieved 2019-03-16.
2. ↑   https://demo.istat.it/?l=it. {{استشهاد ويب}}: |url= بحاجة لعنوان (مساعدة) والوسيط |title= غير موجود أو فارغ (من ويكي بيانات) (مساعدة)
3. ↑  بيانات من موقع ISTAT - Istituto nazionale di statistica (ISTAT);  اطلع عليه بتاريخ 28-12-2012. "نسخة مؤرشفة". مؤرشف من الأصل في 2019-08-03. اطلع عليه بتاريخ 2020-02-05.{{استشهاد ويب}}:  صيانة الاستشهاد: BOT: original URL status unknown (link)